# Pidgin (programa)
|  | Aquest article tracta sobre programa informàtic. Vegeu-ne altres significats a «Pidgin (lingüística)». |

El Pidgin és un client multiplataforma i multiprotocol de missatgeria instantània, conegut com a Gaim fins a la versió 2.0.0, en què es va canviar el nom per motius legals amb AOL. És una aplicació de programari lliure, està traduïda íntegrament al català i és compatible amb Linux, Windows, BSD i Mac OS X.
Té l'avantatge de ser multiprotocol, és a dir, permet unificar tots els comptes de missatgeria de l'usuari en un sol programa i, per tant, agrupar tots el contactes en una sola finestra. Per exemple, es pot mantenir una conversa per la xarxa YMSG (la utilitzada per Yahoo! Messenger) i fer-ne una altra per la xarxa MSNP (la del Windows Live Messenger) al mateix temps.
A més, permet que dos usuaris que estiguin fent servir el Pidgin puguin fer servir criptografia en els seus missatges de manera transparent i senzilla.

## Protocols de missatgeria compatibles
- Bonjour (implementació d'Apple del Zeroconf)
- Gadu-Gadu
- Internet Relay Chat
- Lotus Sametime
- MySpaceIM
- .NET Messenger Service (conegut popularment com a MSN Messenger o Windows Live Messenger, sense suport multimèdia)
- Novell GroupWise
- OSCAR (AIM/ICQ/.Mac)
- SIMPLE
- SILC
- XMPP/Jabber, Google Talk
- Yahoo! (només xat bàsic i enviament de fitxers)
- Zephyr